# Xã Lansing, Quận Towner, Bắc Dakota
Xã Lansing (tiếng Anh: Lansing Township) là một xã thuộc quận Towner, tiểu bang Bắc Dakota, Hoa Kỳ. Năm 2010, dân số của xã này là 4 người.